# Natasha Lyonne
Natasha Bianca Lyonne Braunstein (* 4. dubna 1979 New York, USA), je americká herečka. Známou se stala díky rolím Nicky Nichols v komediálně-dramatickém seriálu Holky za mřížemi (2013–2019) a Nadii Vulvokov v komediálně-dramatickém seriálu Ruská panenka (2019–dosud), jehož je také tvůrkyní, výkonnou producentkou, scenáristkou a režisérkou. V roce 2023 byla časopisem Time zařazena na seznam 100 nejvlivnějších lidí světa.

## Životopis
Narodila se v New Yorku jako dcera Ivette (rozené Buchinger) a Aarona Braunsteinových. Její otec pracoval jako organizátor boxerských turnajů, řidič závodních aut a moderátor rádia, který byl vzdáleně příbuzný s kreslířem Al Jaffeem. Oba její rodiče pocházejí ze židovských ortodoxních rodin a takto byla vychovávána i ona sama. Její matka se narodila v Paříži do rodiny maďarských Židů, kteří přežili holokaust. Její dědeček Morris Buchinger provozoval společnost na výrobu hodinek v Los Angeles. Během války se schovával v Budapešti, kde ukrýval svou židovskou identitu a pracoval v kožedělné továrně.
Prvních osm let svého života strávila v Great Neck v New Yorku. Když jí bylo osm let, její rodina se přestěhovala do Izraele, kde strávila rok a půl. Její rodiče se rozvedli a Natasha se spolu s matkou a svým starším bratrem Adamem vrátila do Ameriky. Navštěvovala soukromou židovskou školu Ramaz School, ale byla vyloučena za prodej marihuany v prostorách školy. Vyrůstala na Upper East Side, kde se cítila jako vyvrhel. Poté se s matkou přestěhovali do Miami, kde absolvovala na Miami Country Day School.
Cítila se odcizená od svého otce, který žil na Upper West Side až do své smrti v říjnu 2014 a předtím v roce 2013 kandidoval za republikánskou stranu do městské rady pro 6. okrsek v Manhattanu. Lyonne sdělila, že si s matkou není blízká a v podstatě žije nezávisle od svých šestnácti let.
Ve věku osmnácti let použila honorář, který dostala za film Všichni říkají: Miluji tě, aby si koupila malý byt v blízkosti Gramercy Park. Po krátkou dobu navštěvovala i Univerzitu v New Yorku, kde studovala film a filozofii.

## Osobní život
Žije trvale v New Yorku.

### Právní problémy
- srpen 2001: byla zadržena za řízení auta pod vlivem alkoholu, když pronajatým autem vjela na chodník u Miami Beach, narazila do dopravní značky a způsobila menší škody. V srpnu 2002 se Lyonne přiznala k řízení pod vlivem alkoholu, zaplatila 1 000 dolarů jako pokutu a soudní poplatky, odvedla padesát hodin veřejně prospěšných prací, zúčastnila se panelu Mothers Against Drunk Driving a na jeden rok jí byl odebrán řidičský průkaz.
- 2003: byla vystěhována svým pronajímatelem, hercem Michaelem Rapaportem, po četných stížnostech ze strany ostatních nájemníků ohledně jejího chování.
- prosinec 2004: byla zadržena poté, co slovně vyhrožovala svému sousedovi, rozbila u něj zrcadlo a vyhrožovala, že bude obtěžovat jeho psa. Strávila noc ve vězení a následně byla obviněna z újmy, obtěžování a nedovoleného vstupu na cizí pozemek. Detaily o incidentu vypluly na veřejnost až dva roky po soudu. V srpnu 2005 byl na ni vydán zatykač pro nedostavení se k soudu. Prokurátoři sdělili, že se soudu zúčastnila, ale přišla o hodinu později a strávila tam pouze půl hodiny. Policie ji nebyla schopná lokalizovat až do srpna, kdy byla oznámena její hospitalizace. Od poplatků byla později osvobozena.

### Zdravotní problémy
- 2005: byla hospitalizována pod pseudonymem ve zdravotnickém centru Beth Israel v Manhattanu a zůstala zde měsíc poté, co byla přeložena z nemocnice Bellevue Hospital. Údajně trpěla hepatitidou C a srdeční infekcí, zkolabovaly jí plíce a chystala se na léčbu metadonem. V lednu 2006 na ni byl vydán další zatykač poté, co se nedostavila k dalšímu slyšení. Její advokát sdělil, že měla opět nouzové zdravotní problémy, neuvedl je ale konkrétně.
- 2006: přihlásila se do léčebného centra pro závislé na alkoholu a na drogách, Caron Foundation a objevila se u soudu poté, co několikrát zmeškala soudní termíny, kde čelila předchozím obviněním. Soudce ji odsoudil k podmíněnému propuštění.
- 2012: podstoupila otevřenou operaci srdce na opravu následků z její dřívější srdeční infekce. Z operace se rychle zotavila a v březnu 2012 o svých zdravotních problémech mluvila v televizním pořadu The Rosie Show.

## Filmografie

### Film
| Rok  | Název                                  | Role                                      | Poznámky              |
| ---- | -------------------------------------- | ----------------------------------------- | --------------------- |
| 1986 | Hořkost                                | Rachelina neteř                           | neuvedena v titulcích |
| 1990 | Muž zvaný Sarge                        | Arabská dívka                             |                       |
| 1993 | Dennis - postrach okolí                | Polly                                     |                       |
| 1996 | Všichni říkají: Miluji tě              | Djuna „DJ“ Berlin                         |                       |
| 1998 | Brloh v Beverly Hills                  | Vivian Abromowitz                         |                       |
| 1998 | Krippendorfův kmen                     | Shelly Krippendorf                        |                       |
| 1998 | Modern Vampires                        | Rachel                                    |                       |
| 1999 | Prci, prci, prcičky                    | Jessica                                   |                       |
| 1999 | Detroit Rock City                      | Christine                                 |                       |
| 1999 | Freeway II: Confessions of a Trickbaby | Crystal „White Girl / Whitie“ Van Meuther |                       |
| 1999 | But I'm a Cheerleader                  | Megan Bloomfield                          |                       |
| 1999 | The Auteur Theory                      | Rosemary Olson                            |                       |
| 2000 | Kdyby zdi mohly mluvit 2               | Jeanne                                    | televizní film        |
| 2001 | Plán B                                 | Kaye                                      |                       |
| 2001 | Na plný pecky                          | Tamara Jenson                             |                       |
| 2001 | Scary Movie 2                          | Megan Voorhees                            |                       |
| 2001 | Prci, prci, prcičky 2                  | Jessica                                   |                       |
| 2001 | Šedá zóna                              | Rosa                                      |                       |
| 2001 | Kate a Leopold                         | Darci                                     |                       |
| 2002 | Velká kniha grázlů                     | Judy Link                                 |                       |
| 2002 | ZigZag                                 | Jenna                                     |                       |
| 2002 | Night at the Golden Eagle              | Amber                                     |                       |
| 2003 | Die, Mommie, Die!                      | Edith Sussman                             |                       |
| 2003 | Party Monster                          | Brooke                                    |                       |
| 2004 | America Brown                          | Vera                                      |                       |
| 2004 | Madhouse                               | Alice                                     |                       |
| 2004 | Blade: Trinity                         | Sommerfield                               |                       |
| 2005 | Roboti                                 | Loretta                                   | Pouze hlas            |
| 2005 | Praštění láskou                        | Grace                                     |                       |
| 2008 | Ženské kouzlo                          | Sally                                     |                       |
| 2009 | Neposkvrněné početí malého čudly       | Tracy                                     |                       |
| 2009 | Loving Leah                            | Esther                                    | Televizní film        |
| 2009 | Jelly                                  | Mona Hammel                               |                       |
| 2009 | Goyband                                | Fani                                      |                       |
| 2009 | Outrage                                | Molly                                     |                       |
| 2009 | Heterosexuals                          | Ellia                                     |                       |
| 2009 | All About Evil                         | Deborah                                   |                       |
| 2011 | 4:44 Last Day on Earth                 | Tina                                      |                       |
| 2012 | Prci, prci, prcičky: Školní sraz       | Jessica                                   |                       |
| 2013 | He's Way More Famous Than You          | Sama sebe                                 |                       |
| 2013 | The Rambler                            | Cheryl                                    |                       |
| 2013 | G.B.F.                                 | paní Hoegelová                            |                       |
| 2013 | Girl Most Likely                       | Allyson                                   |                       |
| 2014 | Profesionální flákači                  | Kaplan                                    |                       |
| 2015 | Addicted to Fresno                     | Martha                                    |                       |
| 2015 | Milenci těch druhých                   | Kara                                      |                       |
| 2015 | Hello, My Name Is Doris                | Sally                                     |                       |
| 2015 | Bloomin Mud Shuffle                    | Jock                                      |                       |
| 2015 | #Horror                                | Emma                                      |                       |
| 2016 | Yoga Hosers                            | Tabitha Collette                          |                       |
| 2016 | Zásah do vztahu                        | Sarah                                     |                       |
| 2016 | Adam Green's Aladdin                   | Matka                                     |                       |
| 2016 | Jack Goes Home                         | Nancy                                     |                       |
| 2016 | Antibirth                              | Lou                                       |                       |
| 2017 | Girlfriend's Day                       | paní Taftová                              |                       |
| 2017 | Handsome                               | detektiv Fleur Scozzari                   |                       |
| 2018 | A Futile and Stupid Gesture            | Ane Beatts                                |                       |
| 2018 | Psí detektiv                           | Mattie                                    |                       |
| 2019 | Honey Boy                              |                                           |                       |

### Televize
| Rok        | Název                                     | Role                                              | Poznámky                                                               |
| ---------- | ----------------------------------------- | ------------------------------------------------- | ---------------------------------------------------------------------- |
| 1986–1987  | Pee-wee's Playhouse                       | Opal                                              |                                                                        |
| 2000       | Will a Grace                              | Gillian                                           | díl: „Dívčí starosti“                                                  |
| 2001       | Noční přízraky                            | Bethany Daniels                                   |                                                                        |
| 2011       | Nová holka                                | Gretchen                                          | díl: „Svatební noc“                                                    |
| 2011       | Zákon a pořádek: Útvar pro zvláštní oběti | Gia                                               | díl: „Educated Guess“                                                  |
| 2012       | Tráva                                     | Tiffani                                           | díl: „Je čas“                                                          |
| 2013       | NTSF:SD:SUV::                             | paní Barbato                                      | díl: „Comic Con-Air“                                                   |
| 2013–2019  | Holky za mřížemi                          | Nicky Nichols                                     | hlavní role, 73 dílů                                                   |
| 2015       | Girls                                     | Ricky                                             | díl: „Iowa“                                                            |
| 2015       | Comedy Bang! Bang!                        | Katie                                             | díl: „Dax Shepard Wears a Heather Grey Shirt and Black Blazer“         |
| 2015       | Amyino plodné lůno                        | Kamarádka                                         | díl: „3 Buttholes“                                                     |
| 2015–2018  | Portlandia                                | Madison/Laury kamarádka/Carrie kamarádka/manželka | 5 dílů                                                                 |
| 2015–2016  | Sanjay a Craig                            | Chido (hlas)                                      | díl: „Bike-o Psycho/Boulder Rollers“                                   |
| 2016       | Steven Universe                           | Smoky Quartz (hlas)                               | 2 díly                                                                 |
| 2016       | Simpsonovi                                | samu sebe                                         | díl: „Natasha Lyonne vs. Terry Crews“                                  |
| 2018       | Corporate                                 | motivační trenér                                  | díl: „Corporate Retreat“                                               |
| 2018–dosud | Ballmastrz: 9009                          | Gaz Digzy (hlas)                                  | hlavní role; 20 dílů                                                   |
| 2018       | Zviřátka                                  | hlas z VHS nahrávky                               | díl: „Stuff“                                                           |
| 2019–dosud | Ruská panenka                             | Nadia Vulvokov                                    | hlavní role; 8 dílů; také výkonná producentka, scenáristka a režisérka |
| 2023       | Poker Face                                | Charlie Cale                                      | hlavní role; také výkonná producentka                                  |